# 노기자카 하루카의 비밀
《노기자카 하루카의 비밀》(乃木坂春香の秘密 노기자카 하루카 노 히미쓰[*])은 이가라시 유사쿠가 글을 쓰고, 샤아가 삽화를 그린 라이트 노벨 작품이다. 대한민국에서는 학산문화사의 기획 단행본의 레이블중 하나인 익스트림 노벨에서 2013년 4월 현재 15권까지 번역·발매되고 있다.
한편, 전격 모에오에서 미야마 야스히로에 의해 만화가 연재되고 있으며. 2008년 7월, 일본에서 디오미디어가 제작한 애니메이션이 9월까지 방송되었고, PS2용 게임 소프트도 발매됐다.

## 줄거리
사립 하쿠조 고등학교에 다니는 아야세 유토의 급우인 노기자카 하루카는 용모 단려, 재색 겸비인 규중의 따님이며《순백의 별》·《건반위의 공주님》등 많은 별칭을 갖고 있는 학원의 아이돌이다. 하지만 어느 날 유토가 친구 아사쿠라 노부나가 대신에 도서실에 책을 반환 하러 갔을 때에 그녀의 비밀을 알아 버린다. 그것을 계기로 유토와 하루카의 '비밀'의 관계가 시작된다.

## 등장인물
성우이름은 라디오 드라마·TV 애니메이션 공통.

### 주인공
아야세 유토(綾瀬 裕人)
성우 - 하타노 와타루, 나바타메 히토미(유년 시절)
본 작품의 주인공이자 작품 중 화자. 하쿠조 학원 고등학교 2년생. 아무런 특징이 없는 보통의 고교생이었지만 우연히 하루카의 비밀과 뒷 모습을 알게 된 뒤로부터 친하게 되었다.
노기자카 하루카(乃木坂 春香)
성우 - 노토 마미코
본 작품의 히로인이면서 유토의 클래스메이트. 〈순백의 별〉이라는 별칭을 가진 학원의 아이돌. 10월 20일이 생일.
실은 애니메이션이나 만화를 더없이 사랑하는 아키바계(오타쿠)라는 일면을 가지고 있다.

### 주변 인물(클래스메이트 등)
아사쿠라 노부나가(朝倉 信長)
성우 - 타카기 레이코
유토의 친구. 골수 오타쿠이며, 일반적으로 얻기 힘든 고급 정보(?)를 많이 가지고 있다.
아야세 루코(綾瀬 ルコ)
성우 - 나바타메 히토미
유토의 누나.
카미시로 유카리(上代 由香里)
성우 - 마츠키 미유
유토와 하루카의 반의 부담임이면서 루코의 친구.
아마미야 시이나(天宮 椎菜)
성우 - 사토 리나
런던의 피아노 콩쿠르에 참가한 하루카를 응원하러 갔던(끌려 갔다.) 유토가 콩쿠르 회장에서 만난 소녀. 뒤에 유토의 반에 전학 오게 된다.

### 노기자카 가 관계자
노기자카 미카(乃木坂 美夏)
성우 - 고토 마이
하루카의 여동생으로 중학교 2년생.
노기자카 겐토우(乃木坂 玄冬)
성우 - 타치키 후미히코
하루카의 아버지.

### 노기자카 가 메이드대
사쿠라자카 하즈키(桜坂 葉月)
성우 - 시미즈 카오리
노기자카 가의 메이드장(서열 1위).
나나시로 나나미(七城 那波)
성우 - 우에다 카나
노기자카 가의 메이드. 서열 3위. 보통의 업무는 하즈키의 보좌이지만 본편에서는 주로 미카와 행동을 함께 하는 경우가 많다.

## 애니메이션

### 제1기
요미우리 TV가 제작 위원회에 참가해, 2008년 7월부터 9월까지 UHF 애니메이션의 형태로 방송되었다. 텔레비전에서의 방영 종료 후 반다이 채널에서 인터넷 상영을 하고 있다. 많은 회에 STUDIO COMET이 제작 협력하고 있다.

#### 스태프
- 원작: 이가라시 유사쿠
- 감독: 나와 무네노리
- 시리즈 구성: 타마이☆츠요시
- 캐릭터 원안: 샤아
- 캐릭터 디자인: 이시노 사토시
- 총작화 감독: 이시노 사토시, 하마츠 타케히로, 이시카와 마사카즈, 오하라 미츠루
- 플롯 디자인: 이시카와 마사카즈
- 미술 감독: 카스가 레이지
- 촬영 감독: 나카니시 코우스케
- 음향 감독: 이와나미 요시카즈
- 음악: 와타나베 타케시
- 프로듀서: 나카야마 노부히로, 와다 아츠시, 미키 카즈마, 사이토 토모유키, 이케다 신이치, 타케치 츠네오, 하마다 나오키, 나야 료스케
- 애니메이션 제작: 디오 미디어
- 제작: 〈노기자카 하루카의 비밀〉 제작 위원회 (제네온 엔터테인먼트, 요미우리 TV, 아스키 미디어 웍스, 요미우리 광고사, 클락 웍스, 카도카와 모바일, STUDIO MAUSU)

#### 주제가
여는 곡 〈とまどいビターチューン〉(당황스러운 비터 튠) (12화는 없음)
작사: 쿠마노 키요미
작곡·편곡: 와타나베 타케시
노래: 히메미야 미란과 초컬릿 락커즈 (나바타메 히토미)
닫는 곡 〈ひとさしゆびクワイエット!〉(검지손가락으로 쉿!) (12화는 풀 버전으로 사용)
작사: 쿠마노 키요미
작곡·편곡: 와타나베 타케시
노래: N's (노토 마미코, 고토 마이, 시미즈 카오리, 우에다 카나, 사토 리나)
처음엔 〈NG5〉라고 이름 지을 예정이었지만, 동명의 성우 유닛이 이미 존재했기 때문에 〈N's〉가 된다.
삽입곡 〈トキメキフォルテッシモ〉(두근두근 포르티시모) (1화, 2화, 9화)
노래: 마츠키 미유
삽입곡 〈びんかんサラリーマンのうた〉(민감 샐러리맨의 노래) (2화)
노래: 이와타 미츠오
삽입곡 〈しゅーてぃんすたー☆〉(슈팅스타☆) (2화)
작사: 모모이 하루코
작곡·편곡: Funta
노래: 모모이 하루코
삽입곡 〈エプロンだけは取らないで!〉(앞치마만은 빼앗지 말아 줘) (2화)
작사: 쿠마노 키요미
작곡·편곡: 와타나베 타케시
노래: 유이 (키타무라 에리)
삽입곡 〈緋色の空〉(비색의 하늘) (4화, 6화)
작사: 카와다 마미
작곡: 나카자와 토모유키
편곡: 나카자와 토모유키・오자키 타케시
노래: 카와다 마미
삽입곡 〈Le Secret ‐ル・スクレ‐〉(10화, 11화)
작사: 쿠마노 키요미
작곡: 미우라 세이지
편곡: 사이토 아키라
노래: 노기자카 하루카 (노토 마미코)
삽입곡 〈妹…ですけどっ!〉(10화)
작사: 쿠마노 키요미
작곡·편곡: 미우라 세이지
노래: 노기자카 미카 (고토 마이)
삽입곡 〈背中に投げたラブレタァ〉(10화)
작사: 쿠마노 키요미
작곡·편곡: 미우라 세이지
노래: 아마미야 시이나 (사토 리나)
삽입곡 〈ご奉仕いんすぱいぁ〉(10화)
작사: 쿠마노 키요미
작곡: 미우라 세이지
편곡: 쿠사노 요시히로
노래: 사쿠라자카 하즈키 & 나나시로 나나미 (시미즈 카오리 & 우에다 카나)

#### 방영 목록
| 화수 | 부제(한국어)            | 부제(일본어)           | 시나리오      | 그림 콘티                     | 연출              | 작화 감독                                                                                     | 차회 예고의 패러디 |
| ---- | ----------------------- | ---------------------- | ------------- | ----------------------------- | ----------------- | --------------------------------------------------------------------------------------------- | ------------------ |
| 1    | 이젠, 틀렸어요…         | もう、ダメです…        | 타마이☆츠요시 | 나와 무네노리                 | 나와 무네노리     | 이시노 사토시                                                                                 | 사자에상           |
| 2    | 처음이에요…             | 初めてなんです…        | 타마이☆츠요시 | 야마모토 텐시                 | 오카무라 마사히로 | 이나다 마사키                                                                                 | 기동전사 Z건담     |
| 3    | 끝이에요…               | おしまいです…          | 타마이☆츠요시 | 야마모토 텐시 이리에 야스히로 | 오기와라 로코     | 요시모토 다쿠지 나가노 미치코                                                                 | 신세기 에반게리온  |
| 4    | 이상하지 않나요…?       | 変じゃないでしょうか…? | 타마이☆츠요시 | 요시다 히데토시               | 이케하타 히로시   | 이이다 키요타카                                                                               | 용자왕 가오가이가  |
| 5    | 그렇게 뚫어지게 보시면… | そんなに見られますと…  | 타마이☆츠요시 | 야마모토 텐시                 | 토쿠모토 요시노부 | 코스케 카즈히사 카와카미 노부히코                                                             | 기동전함 나데시코  |
| 6    | 여름 코믹… 이에요       | なつこみ…です          | 타마이☆츠요시 | 오오쿠보 마사오               | 니시카와 히로시   | 혼다 타츠오 후쿠치 카즈히로 이이다 키요타카                                                   |                    |
| 7    | …정말 좋아해요!         | …大好きなんです!       | 타마이☆츠요시 | 이리에 야스히로               | 이리에 야스히로   | 이리에 야스히로                                                                               | 나루에의 세계      |
| 8    | …오~빠☆                 | …おに〜さん☆           | 타마이☆츠요시 | 오카무라 마사히로             | 오카무라 마사히로 | 카지우라 신이치로 이이다 키요타카                                                             | 은하영웅전설       |
| 9    | 기뻤어요…               | 嬉しかったんです…      | 타마이☆츠요시 | 요시다 히데토시               | 아베 신지         | 요시모토 다쿠지 하마츠 타케히로                                                               |                    |
| 10   | 함께, 있고 싶어요…      | 一緒に、いたいです…    | 타마이☆츠요시 | 미야자키 나기사               | 오기와라 로코     | 혼다 타츠오 이이다 키요타카 후쿠치 카즈히로                                                   |                    |
| 11   | …오래 기다리셨습니다♪   | …お待たせしました♪     | 타마이☆츠요시 | 야마모토 텐시                 | 모리타 콘조       | 코스케 카즈히사 나가노 미치코 이시카와 마사카즈 하마츠 타케히로 이시노 사토시                 |                    |
| 12   | 비밀이에요!             | 秘密です!              | 타마이☆츠요시 | 야마모토 텐시                 | 토쿠모토 요시노부 | 오하라 미츠루 이시카와 마사카즈 요시모토 다쿠지 코스케 카즈히사 나가노 미치코 하마츠 타케히로 |                    |

### 제2기
전격 통조림 2009년 2월판으로 애니메이션 제 2기《노기자카 하루카의 비밀 퓨어 렛차♪》(乃木坂春香の秘密 ぴゅあれっつぁ♪)의 제작 결정이 발표되었다. 2009년 10월부터 방송이 예정되어 있다.
제2기 타이틀의 《ぴゅあれっつぁ(purezza)》는 , 이탈리아어로 '청순'이라는 의미.

#### 스태프
- 원작 : 이가라시 유사쿠
- 감독 : 나와 무네노리
- 시리즈 구성 : 타마이☆츠요시
- 캐릭터 원안 : 샤아
- 캐릭터 디자인 : 이시노 사토시
- 애니메이션 제작 : 디오 미디어
- 제작 : 〈노기자카 하루카의 비밀 퓨어 렛차♪〉 제작 위원회

## 단행본 정보

### 원작 소설
| 도서명                    | 판본     | 발행일           | ISBN                   |
| ------------------------- | -------- | ---------------- | ---------------------- |
| 노기자카 하루카의 비밀 1  | 일본어판 | 2004년 10월 10일 | ISBN 4-8402-2830-2     |
| 노기자카 하루카의 비밀 1  | 한국어판 | 2006년 11월 7일  | ISBN 89-529-8832-9     |
| 노기자카 하루카의 비밀 2  | 일본어판 | 2005년 6월 10일  | ISBN 4-8402-3059-5     |
| 노기자카 하루카의 비밀 2  | 한국어판 | 2007년 1월 7일   | ISBN 89-529-8834-5     |
| 노기자카 하루카의 비밀 3  | 일본어판 | 2005년 12월 10일 | ISBN 4-8402-3234-2     |
| 노기자카 하루카의 비밀 3  | 한국어판 | 2007년 3월 7일   | ISBN 978-89-529-8835-5 |
| 노기자카 하루카의 비밀 4  | 일본어판 | 2006년 6월 10일  | ISBN 4-8402-3447-7     |
| 노기자카 하루카의 비밀 4  | 한국어판 | 2007년 5월 7일   | ISBN 978-89-529-9571-1 |
| 노기자카 하루카의 비밀 5  | 일본어판 | 2006년 12월 10일 | ISBN 4-8402-3634-8     |
| 노기자카 하루카의 비밀 5  | 한국어판 | 2007년 7월 7일   | ISBN 978-89-529-9527-8 |
| 노기자카 하루카의 비밀 6  | 일본어판 | 2007년 6월 10일  | ISBN 978-4-8402-3880-9 |
| 노기자카 하루카의 비밀 6  | 한국어판 | 2008년 3월 7일   | ISBN 978-89-258-0776-8 |
| 노기자카 하루카의 비밀 7  | 일본어판 | 2007년 12월 10일 | ISBN 978-4-8402-4115-1 |
| 노기자카 하루카의 비밀 7  | 한국어판 | 2008년 9월 7일   | ISBN 978-89-258-0912-0 |
| 노기자카 하루카의 비밀 8  | 일본어판 | 2008년 7월 10일  | ISBN 978-4-04-867127-9 |
| 노기자카 하루카의 비밀 8  | 한국어판 | 2009년 3월 7일   | ISBN 978-89-258-2944-9 |
| 노기자카 하루카의 비밀 9  | 일본어판 | 2008년 12월 10일 | ISBN 978-4-04-867419-5 |
| 노기자카 하루카의 비밀 9  | 한국어판 | 2009년 6월 7일   | ISBN 978-89-258-2945-6 |
| 노기자카 하루카의 비밀 10 | 일본어판 | 2009년 6월 10일  | ISBN 978-4-04-867841-4 |
| 노기자카 하루카의 비밀 10 | 한국어판 | 2009년 11월 7일  | ISBN 978-89-258-3697-3 |

- 발행일 표시는 원판은 실제 발매일이며 한국어판은 출간일이다.

### 코믹스
| 도서명                   | 판본     | 발행일           | ISBN                   |
| ------------------------ | -------- | ---------------- | ---------------------- |
| 노기자카 하루카의 비밀 1 | 일본어판 | 2007년 10월 27일 | ISBN 978-4-8402-4093-2 |
| 노기자카 하루카의 비밀 1 | 한국어판 | 2009년 3월 25일  | ISBN 978-89-258-2554-0 |
| 노기자카 하루카의 비밀 2 | 일본어판 | 2008년 8월 27일  | ISBN 978-4-04-867252-8 |
| 노기자카 하루카의 비밀 2 | 한국어판 | 2009년 6월 15일  | ISBN 978-89-258-2843-5 |

- 발행일 표시는 원판은 실제 발행일이며 한국어판은 출간일이다.